# Белінда Стовелл
Белінда Стовелл (англ. Belinda Stowell, 28 травня 1971) — австралійська яхтсменка.
Олімпійська чемпіонка 2000 року в класі 470.